# مامادي ديامبو
مامادي ديامبو (مواليد 11 نوفمبر 2002) هو لاعب كرة قدم مالي يلعب في مركز خط الوسط في نادي ريد بل سالزبورغ.

## وصلات خارجية
- مامادي ديامبو على موقع الاتحاد الأوربي (الإنجليزية)
- مامادي ديامبو على موقع إي إس بي إن إف سي (الإنجليزية)
- مامادي ديامبو على موقع قاعدة بيانات كرة القدم.إي يو (الإنجليزية)
- مامادي ديامبو على موقع ليكيب (الفرنسية)
- مامادي ديامبو على موقع Soccerway.com (الإنجليزية)
- مامادي ديامبو على موقع عالم كرة القدم.نت (الإنجليزية)